# José Santos Ossa
José Santos Ossa Vega (Huasco, 1 de noviembre de 1827 - Isla San Félix, 5 de agosto de 1878) fue un minero, explorador y exitoso empresario y banquero de la industria del salitre chileno. Se le atribuye la fundación del poblado de Antofagasta.

## Biografía
Fue hijo de Nicolás Ossa y Varas y de Antonia Vega y Rojas, nieto de José Ramón de Ossa y Mercado y de Melchora de Varas y Noriega.
Se casó en 1846 con Melchora Ruiz Correa con quien tuvo 5 hijos: Alfredo Ossa Ruiz, Sergio Ossa Ruiz, Manuel Ossa Ruiz, Carolina Ossa Ruiz, Filomena Ossa Ruiz. Melchora Ruiz murió en 1855 por fiebre amarilla. Se casó por segunda vez en 1861 en Chillán con Delia Borne Riquelme (hija de Vicente Borne Puga y de Juana Riquelme Sepúlveda) con quien tuvo 7 hijos: Samuel Ossa Borne, Sergio Ossa Borne, Elvira Ossa Borne, Sara Ossa Borne, Delia Ossa Borne, José Santos Ossa Borne y Carlos Ossa Borne.
En 1845 se estableció en el puerto ocupado a la fuerza boliviano de Cobija. Ossa descubrió valiosos yacimientos de guano, que explotó en sociedad con algunos extranjeros, así como minerales de oro, plata y cobre.
En uno de sus viajes, llegó a Iquique, ciudad peruana en ese entonces, donde se hizo cocinero de una oficina salitrera. Seis meses después, llegó a Cobija y se instaló como comerciante, llegando a ser el más hábil en este ámbito.
Es reconocido por la ayuda que entregó a esta comunidad; edificó el Hospital de Cobija y la primera planta desalinizadora en Bolivia. Ossa encontró salitre en la entonces casi desconocida caleta Peñablanca de la Chimba en la actual Antofagasta a la cual se le atribuye su fundación junto con Juan Chango López. Se estableció en esa localidad en 1866, lo que le permitió descubrir los yacimientos de oro del Gordillo, el de plata de Peine y Toconao, y el de cobre del Morado.
Sin embargo, su mayor éxito llegó al descubrir salitre en la zona de Antofagasta, obteniendo del gobierno de Bolivia en 1872 la autorización para que su Compañía Salitrera y Ferrocarrilera de Antofagasta explotara, junto con su socio Francisco Puelma, dicho mineral en la zona. Esto le permitió acumular una gran riqueza que invirtió en su Banco Ossa, localizado en Valparaíso, y que le convirtió en el banquero más rico de Hispanoamérica. Además, invirtió en propiedades agrícolas en el sur de Chile, actividad que le otorgó también grandes fortunas al iniciarse la demanda de estos productos desde California y Australia.
En 1873 se entrevistó con el presidente Federico Errázuriz Zañartu, a quien propuso el trazado de una vía férrea desde Caracoles a Tres Puntas, para valorizar comercialmente el desierto, pero el presidente consideró extravagante dicho plan. Ossa se arruinó en numerosas ocasiones por su afán de enriquecerse económicamente, pero siempre consiguió recuperarse.
Murió en Valparaíso producto de una neumonía posterior a su naufragio, buscando guaneras en la isla San Félix, el 5 de agosto de 1878.